# Слога (Добой)
Слога (серб. ФК Слога Добој) — професійний боснійський футбольний клуб із міста Добой (Республіка Сербська).

## Історія
Клуб засновано 19 липня 1945 року. У сезоні 1947–48 здобув право на кваліфікаційні матчі за право виступати на республіканському рівні. В 1950 році «Слога» провела у регіональній лізі Тузли. Наступні сезони команда провела в регіональних лігах та третьому дивізіоні.
У сезонах 1955–1958, 1983–84 та 1986–87 років команда з Добою провела у другому дивізіоні чемпіонату Югославії.
Через війну в Боснії клуб припинив свої виступи на цей період.
З 1995 по 2002 роки «Слога» виступала в Першому дивізіоні Республіки Сербської. З 1998 року понижений до другого рівня на один сезон, а згодом опустився і до третьої ліги. З середини 2010-х років клуб поступово здобував підвищення у класі. З сезону 2020–21 виступав в Першій лізі. За підсумками сезону 2021–22 «Слога» посіла друге місце в лізі та здобула право дебютувати на найвищому рівні.

## Кольори
| Червоні | Білі |